# NOT FOR SALE
NOT FOR SALE（ノット・フォー・セール）は、渋谷を中心に活動する日本の占い師ユニット。
西洋占星術、タロットカード、手相、算命学など異なる占術を用いる4人の男性占い師と、MC、DJ、VJのコラボレーションによるパフォーマンスを行う。

## メンバー
- Juno（西洋占星術・タロットカード・カバラ数秘術）
- Hoshi（算命学・九星気学・手相）
- Sugar（西洋占星術・ サビアン占星術）
- Yock（手相・人相・体相）
- Ryoz（MC）
- M'osawa（DJ）
- Sogen（VJ）